# Italiensk osteria
Italiensk osteria (danska: Italiensk osteriscene. Pige, der byder den indtrædende velkommen) är en oljemålning av den danske konstnären Wilhelm Marstrand från 1847. Den förvärvades 1894 av bryggaren Carl Jacobsen på J.F. Scavenius auktion i Köpenhamn. Jacobsen grundade sedermera Ny Carlsberg Glyptotek där målningen återfinns idag. Elisabeth Jerichau Baumann målade en snarlik tavla med samma namn, okänt när, som sedan 1888 ingår i Nationalmuseums samlingar i Stockholm. Även Carl Bloch målade 1866 detta motiv i I en romersk osteria.
Under nyklassicismen från 1700-talets slut och till 1800-talets mitt kom skandinaviska konstnärer i en strid ström till Rom på bildningsresor för att studera den antika romerska kulturen. Centralgestalt för den nordiska och i viss mån tyska umgänget var den danske skulptören Bertel Thorvaldsen som var bosatt där 1797–1838. Marstrand gjorde sin första italienska resa 1836–1840 då han bland annat blev avbildad i Ditlev Bluncks Danska konstnärer på osterian La Gensola i Rom och Constantin Hansens Ett sällskap danska konstnärer i Rom. Marstrand blev känd för sina genremålningar som skildrar romerskt folkliv, till exempel i Fest utanför Roms murar en oktoberkväll (1839). Han återvände till Rom 1845–1848 och det var då Italiensk osteria tillkom. 
Marstrands målning skildrar två leende yngre kvinnor och en tredje äldre kvinna på en romersk osteria, det vill säga en enklare matinrättning. Det är en typisk genremålning så till vida att den skildrar en vardagscen i konstnärens samtid och de avbildade personer framställs anonymt, som typkaraktärer. Tidens konstnärer var inte ute efter att skildra verkliga romare och deras tillvaro, utan snarare stereotyper. Italienare avbildades som svartsjuka (Blochs version), hetsiga och våldsamma, och samtidigt naiva, sorglösa och vidskepliga; de spelade mandolin (Jerichau Baumanns version) och dansade saltarello i folkdräkter. 
Till Rom reste även Jerichau Baumann och Bloch. Den av tyska föräldrar utanför Warszawa födda Jerichau Baumann kom till Rom 1845 där hon mötte den danske skulptören Jens Adolf Jerichau som hon gifte sig med året därpå. Paret bosatte sig i Danmark 1849. 